# USS Erie (PG-50)
Pour les articles homonymes, voir USS Erie.
 (avril 2021).
Si vous disposez d'ouvrages ou d'articles de référence ou si vous connaissez des sites web de qualité traitant du thème abordé ici, merci de compléter l'article en donnant les références utiles à sa vérifiabilité et en les liant à la section « Notes et références ».
L'USS Erie (PG-50) était le navire de tête des canonnières de classe Erie de la marine américaine. L'Erie était le deuxième navire de la marine américaine à porter ce nom. Le premier Erie a été nommé d'après le lac Érié, tandis que ce Erie a suivi les pratiques de dénomination de la marine américaine des canonnières, comme les croiseurs, étant nommés d'après le nom les villes.
L'Erie a protégé les intérêts américains pendant la guerre civile espagnole, a servi de navire d'entraînement pour l'United States Naval Academy, il a ensuite servi de navire d'escorte de Convoi pendant la Seconde Guerre mondiale. Elle a opéré dans l'océan Pacifique, l'océan Atlantique et la mer des Caraïbes jusqu'à ce qu'elle soit torpillée et mortellement endommagée par le U-163, au large de Curaçao, en 1942,.

## Construction et mise en service
L'Erie a été commandé en juin 1933, et déposé au New York Navy Yard, le 17 décembre 1934. Erie a été le premier navire à être construit dans la cale sèche no 1 du chantier naval, plutôt que sur un slip. Pour la première fois, lors de la cérémonie de pose de la quille au chantier naval de New York, les premiers rivets de la quille du Erie sont posés par des employés civils plutôt que par des officiers de la marine. Dans les six mois, en juin 1933, la plupart des travaux de la coque, du pont principal, du pont secondaire et de la structure de la plate-forme ont été achevés. Après que le commandant (plus tard, le vice-amiral) Edward Hanson a eu son diplôme, en mai 1935, du Naval War College, il a reçu l'ordre de d'achever l'équipement du Erie  et d'en être le capitaine lors de sa mise en service. Les sept mois suivants, de juin 1935 jusqu’à mi-janvier 1936, ont vu des progrès significatifs dans l'assemblage des composants du pont principal, du pont de navigation, du poste de pilote et de la salle des cartes. En janvier 1936, 80% des travaux de coque étaient terminés avec environ 50% de l'équipement et des machines installés.

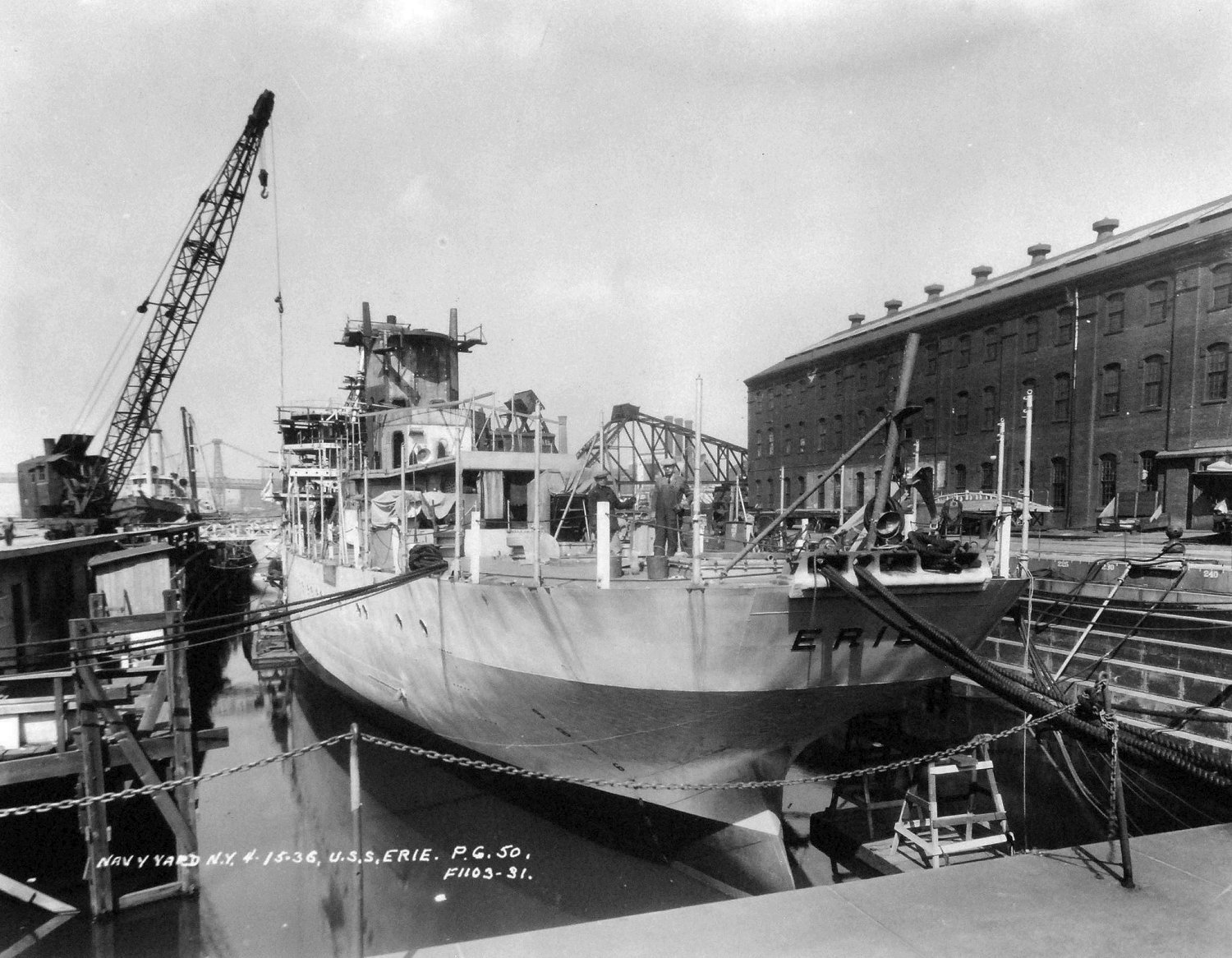
L'USS Erie (PG-50), 15 avril 1936, au chantier naval de New York.

Le Erie a été lancé le 29 Février 1936. Le club d'Erie de New York a planifié et dirigé la cérémonie de lancement avec une délégation notable du Erie assistant, avec les sponsors du Erie Mme. Edmund (Ida) Knoll.
Le Erie n'étant terminé qu'à 98%, et ses cannons de six pouces toujours pas installés, la cérémonie de mise en service a débuté le 1erJuillet 1936. Le commandant Hanson à signé le reçu officiel pour la canonnière et a lu les ordres qui l'assigné au navire.
Le gérant du chantier a rapporté le 1er Août 1936, que la coque était terminée à 98,8% et que l'espace de la machinerie à 95,1% avec une éventuelle possibilité que les constructions se terminent le 15 Août. Le Erie quitte le chantier le 17 Août, et fait cap vers l'atlantique le premier jour sur mer. Durant les essais sur mer initiale du Erie, la propulsion a souffert de défaut de construction, mais globalement, les épreuves étaient  satisfaisantes. Après quelques réparations, le Erie a retrouvé sa puissance officielle le 26 Août.

## Capitaines et officiers
- Le commandant Edward William Hanson (1er juillet 1936 – 27 avril 1937)
- Le commandant Allen W. Ashbrook (27 avril 1937 – juin 1940)
- Le commandant Andrew Robert Mack (juin 1940 – 5 décembre 1942)
- Le lieutenant Ned James Wentz (30 mai 1942 - 12 novembre 1942)